# Отто Гауснер
Оттон Гауснер (пол. Otton Hausner), або Отто Гауснер (нім. Otto Hausner; 6 квітня 1827, Броди, Австрійська імперія — 26 лютого 1890, Львів, Австро-Угорщина) — польський політик, статистик, економіст, історик мистецтва, письменник німецького походження. Посол до австрійського Райхсрату і Галицького крайового сейму. Почесний громадянин Львова, Бродів, Дрогобича, Самбора, Станиславова (нині Івано-Франківськ) та Жовкви.

## Біографія
Народився в багатій купецькій сім'ї німецького походження. Навчався у Львівському університеті, потім вивчав медицину в університетах Відня і Берліна. За професією лікар.
У лавах академічного легіону брав участь у революції 1848—1849 років в Австрійській імперії і в Берліні. Після цього навчався агрономії в Гогенгаймському університеті.
Потім переселився в Галичину. Зайнявся вивченням статистики, економіки та історії мистецтва.
У 1873 році був обраний послом до Галицького крайового сейму, а з 1878 року — до австрійської Імперської Ради (Райхсрату), де примикав до групи польських посланців і в 1879 році став головою польської франції. Здобув популярність промовами проти окупації Боснії та Герцеговини і Берлінського трактату. У парламенті був членом багатьох комітетів, в основному тих, які займалися економічними питаннями. Представляв інтереси міської буржуазії, прагнув збільшити кількість муніципальних послів (депутатів) і змінити виборче законодавство на користь торгово-промислових палат. Член Галицького земельного кредитного товариства.
Активний противник німецької політики. Зробив багато поїздок у всій Європі, часто бував в Італії.
Автор двотомного довідника відомих битв з початку історії людства (Schlachtenlexikon), праць зі статистики та економіки. Великий шанувальник мистецтва, у тому числі живопису і скульптури.
Помер у Львові 26 лютого 1890 року і похований на Личаківському цвинтарі.

## Вибрані публікації
- Schlachtenlexikon, Band 1-2, Львів 1864.
- Vergleichende Statistik von Europa. Bd. 1-2, Львів 1865.
- Versuch einer vergleichenden Monographie der Carl-Ludwig-Bahn, Львів 1875.
- Odczyt o rzeźbie: wygłoszony 12 marca 1877, Львів 1887.
- Das menschliche Elend: Geschichte seiner Auffassung und Entwurf einer Statistik desselben, Відень 1879.
- Deutschtum und deutsches Reich, Відень 1880.
- Le génie Allemand et l'Empire Allemand, Париж 1880.